# الاتحاد الوطني للشبيبة الجزائرية
الاتحاد الوطني للشبيبة الجزائرية منظمة جماهيرية جزائرية أسسها الرئيس الجزائري هواري بومدين سنة 1975 وتضم فروع الطلبة والثانويين والفتاة والتكوين المهني والكشافة الإسلامية الجزائرية وهي منتشرة عبر كامل التراب الوطني

## مواضيع ذات صلة
- الاتحاد العام الجزائري للشباب